# Campionato sudamericano femminile di pallavolo 1987
Il XVII campionato sudamericano femminile di pallavolo si è svolto nel 1987 a Montevideo, in Uruguay. Al torneo hanno partecipato 7 squadre nazionali sudamericane e la vittoria finale è andata per la decima volta, la terza consecutiva, al Perù.

## Squadre partecipanti
- Argentina
- Brasile
- Cile
- Paraguay
- Perù
- Uruguay
- Venezuela

## Classifica finale
| Classifica | Squadre   |
| ---------- | --------- |
|            | Perù      |
|            | Brasile   |
|            | Venezuela |
| 4          | Argentina |
| 5          | Paraguay  |
| 6          | Uruguay   |
| 7          | Cile      |